# Vårlusern
Vårlusern (Medicago praecox) är en ärtväxtart som beskrevs av Dc. Enligt Catalogue of Life ingår Vårlusern i släktet luserner och familjen ärtväxter, men enligt Dyntaxa är tillhörigheten istället släktet luserner och familjen ärtväxter. Arten förekommer tillfälligt i Sverige, men reproducerar sig inte. Inga underarter finns listade i Catalogue of Life.

## Bildgalleri

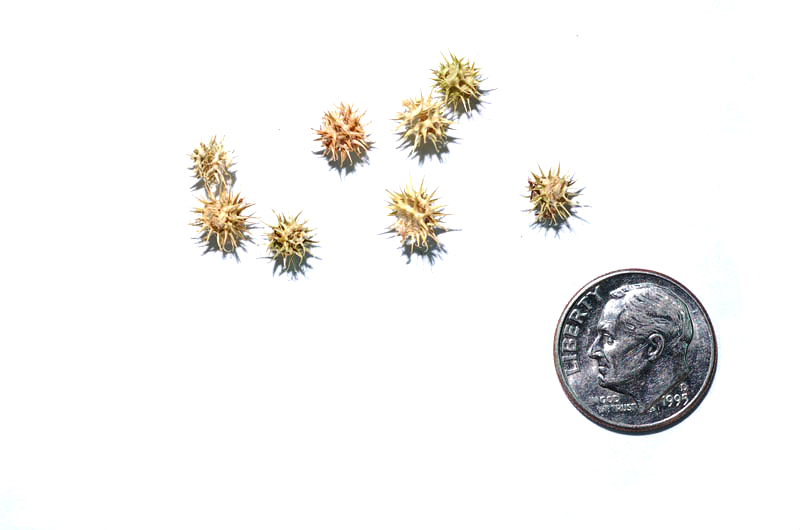
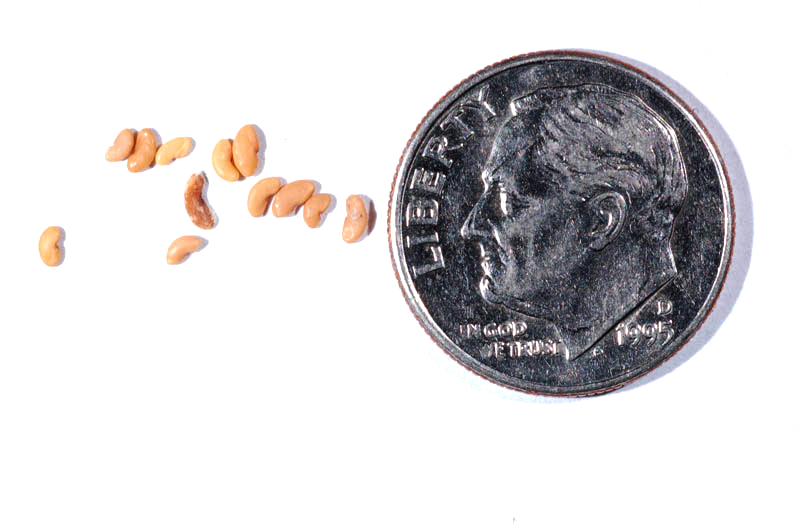
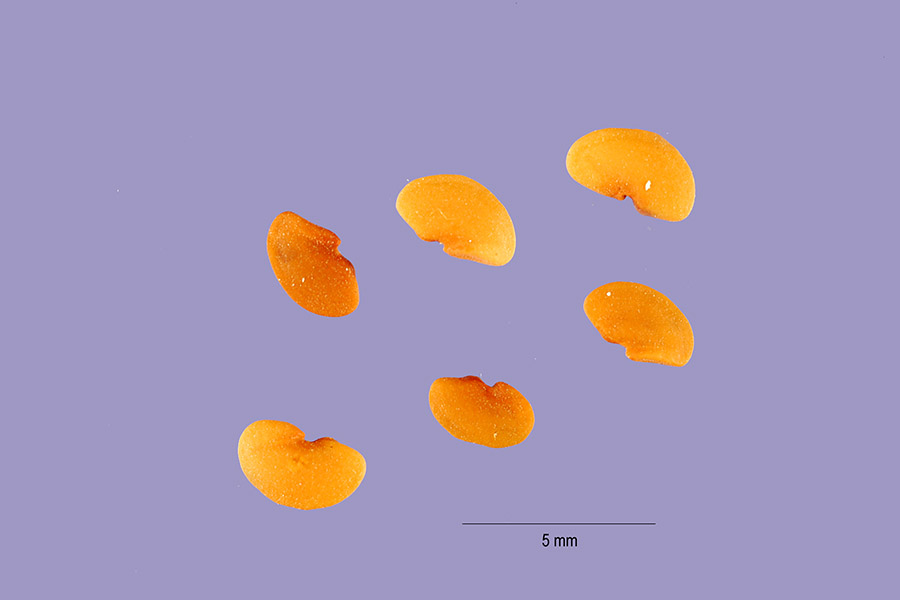
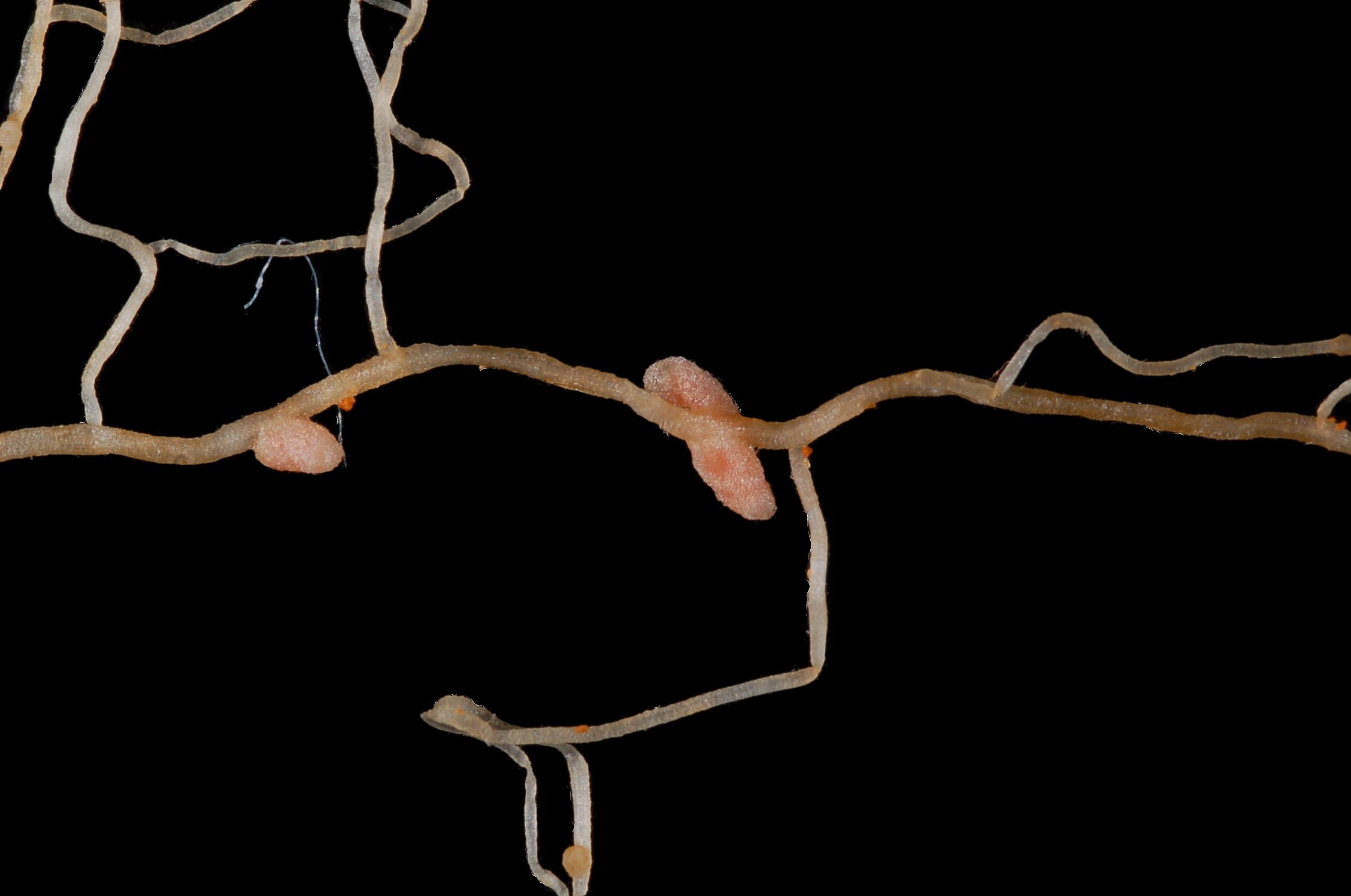
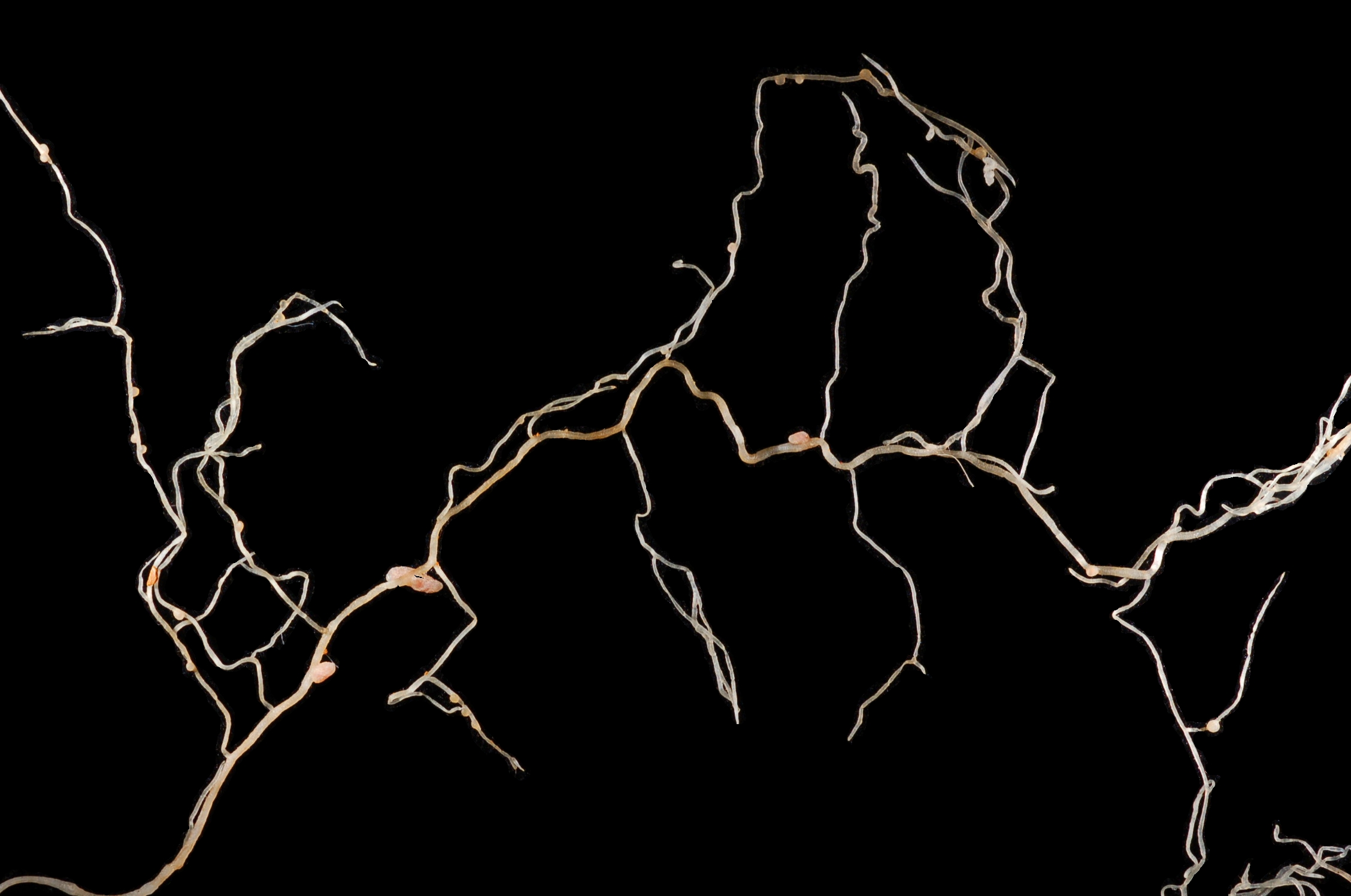
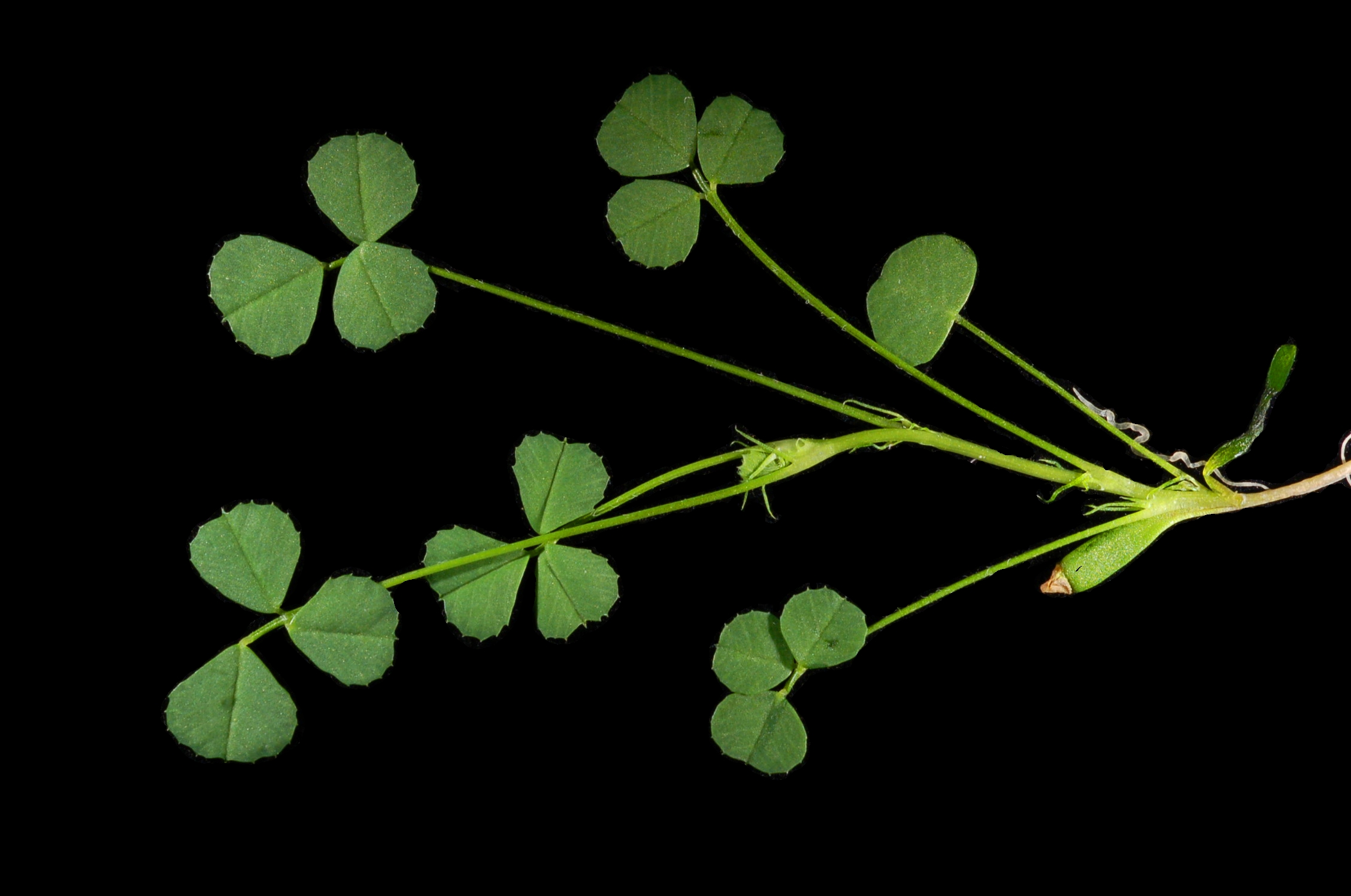